# Muscoates
Muscoates – osada w Anglii, w North Yorkshire. W 1961 osada liczyła 23 mieszkańców.